# クワマラサムトゥ
クワマラサムトゥは スリナム南部のシパリウィニ地方の村。クールーニー レソートの主要な村でありティリヨインディアンが住み、北部ティリヨ族の最高首長がいる。

## 観光
洞窟にある先コロンブス期のペトログリフの遺跡、ワレパイ遺跡はクワマラサムトゥから10キロのところにある。

## ヘルスケア
クワマラサムトゥには医療救済センターが存在する。

## エネルギー
クワマラサムトゥはスリナム内陸部のほとんどの村と同様にディーゼル発電機にその電力の多くを依存している。政府はディーゼル油から生み出した電気を一日に約5〜6時間提供する。1994年に、一日中電気を供給する意図で村にソーラーパネルが設置されたが、2013年の調査によると管理が不十分であり、1994年に設置されたシステムは機能していない。代わりに1994年から補助的なパネルが使われている。ディーゼル発電機とハイブリッドで電力を夜間も供給するプロジェクトが進行中である。

## 交通機関

### 空路
クワマラサムトゥはクワマラサムトゥ空港で 首都のパラマリボと結ばれている。

## 言及
- Heemskerk, Marieke; Delvoye, Katia (2007). Trio Baseline Study: A sustainable livelihoods perspective on the Trio Indigenous Peoples of South Suriname. Paramaribo: Stichting Amazon Conservation Team-Suriname